# Marina Jaunâtre
Marina Jaunâtre, née le 20 mai 1982 à Machecoul, est une ancienne coureuse cycliste française. Elle a décidé d'arrêter sa carrière en 2009 à 27 ans.

## Palmarès
- 2002
  - Circuit de la Haute-Vienne
  - 1 étape du Tour de la Drôme
- 2003
  - Tour du Genevois
- 2004
  - 3e du Tour de la Drôme
- 2005
  - Tour de Bretagne :
    - Classement général
    - 1re et 5ea étapes

  - 6e étape du Tour de Toona
- 2006
  - 1re et 2e étape du Grand Prix de France International Féminin
  - Classement général du Grand Prix de France International Féminin
  - Classement général du Tour de Bretagne
- 2007
  - Vainqueur de la Coupe de France
  - GP Cholet - Pays de Loire
  - Classement général du Tour de Bretagne
  - 7e des championnats du monde sur route
- 2009
  - 2e de la Ladies Berry Classic’s Cher
  - 2e du championnat de France sur route
  - 3e du championnat de France du contre-la-montre
  - 9e du Trofeo Alfredo Binda-Comune di Cittiglio